# Kamia Yousufi
Kamia Yousufi (ur. 20 maja 1996 w Kandaharze) – afgańska lekkoatletka, sprinterka.
Reprezentantka kraju podczas igrzysk olimpijskich w Rio de Janeiro (2016) – w biegu na 100 metrów z czasem 14,02 (rekord Afganistanu) zajęła 22. miejsce (na 24 sklasyfikowane w preeliminacjach zawodniczki) i odpadła z dalszej rywalizacji.
Podczas igrzysk olimpijskich w Tokio (2021) w biegu na 100 m kobiet zajęła 7. miejsce w swoim biegu eliminacyjnym i odpadła z dalszej rywalizacji, jednocześnie z czasem 13,29 pobiła swój rekord życiowy i poprawiła własny rekord Afganistanu.

## Rekordy życiowe
- Bieg na 100 metrów – 13,29 (2021) rekord Afganistanu[5]
- Bieg na 200 metrów – 27,39 (2024) rekord Afganistanu[2]
- Bieg na 60 metrów (hala) – 8,90 (2017) rekord Afganistanu[6]